# 삼호정
삼호정(三乎亭)은 대한민국 충청북도 영동군 양강면에 있다. 1996년 4월 15일 영동군의 향토유적 제15호로 지정되었다.

## 개요
묵정리 외마포 삼거리 인근에 위치한 정자로 1860년 성대식이 건립하였다.